# Ankie Bagger
Ann-Christin Bagger, detta Ankie (30 settembre 1964), è una cantante svedese.
Cantante pop e disco, ha iniziato la carriera come corista per Lili & Sussie. Nel 1988 pubblica la cover People Say It's in the Air, che diviene una hit della Bagger e raggiunge la settima posizione tra i singoli in Svezia. Seguono altre due hit, I Was Made for Lovin' You e Where Were You Last Night, entrambe a supporto dell'album del 1989 Where Were You Last Night, che raggiunge la tredicesima posizione nella classifica degli album in Svezia. Nello stesso anno è una corista di Tommy Nilsson al Melodifestivalen, rassegna poi vinta da Nilsson.
Nel 1993 esce From the Heart, secondo album della Bagger, pubblicato da Sonet. Nel 1995 è pubblicata la raccolta Flashback #01.

## Discografia

### Album
- 1989 - Where Were You Last Night
- 1993 - From the Heart

### Raccolte
- 1995 - Flashback #01